# Rickman Godlee

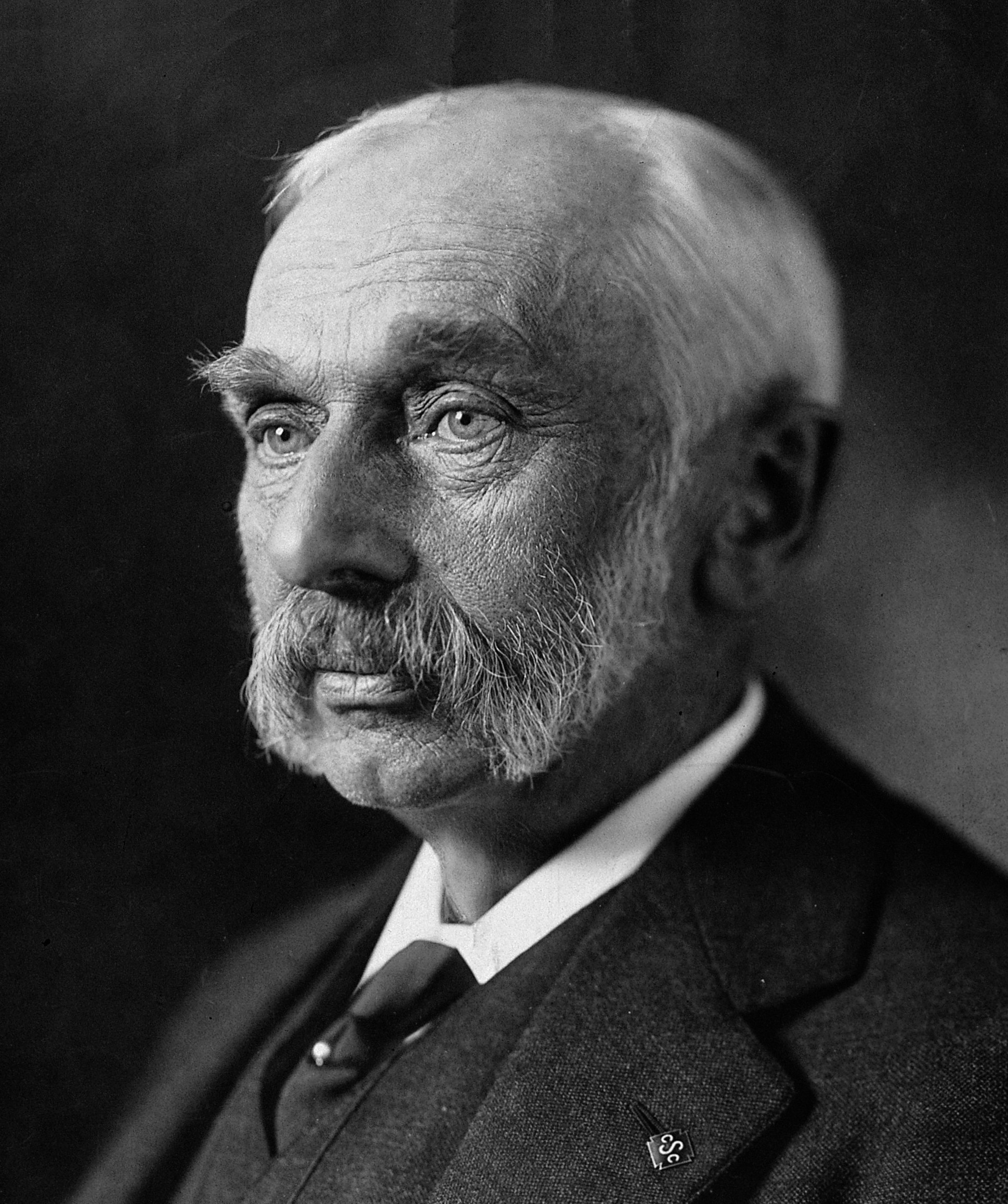
Rickman J. Godlee

Sir Rickman John Godlee, 1. Baronet (* 15. Februar 1849 in Upton (London); † 18. April 1925 in Whitchurch-on-Thames, Berkshire) war ein britischer Chirurg und Pionier der Gehirnchirurgie. Als einer der Ersten entfernte er 1884 einen Gehirntumor.

## Leben
Godlee stammte aus einer Quäker-Familie. Sein gleichnamiger Vater war Anwalt, seine Mutter Mary Schwester des berühmten Chirurgen Joseph Lister, 1. Baron Lister. Godlee besuchte eine Quäker-Schule in Tottenham und studierte am University College London mit dem Abschluss als Bachelor of Arts (B.A.) 1867. Danach begann er ein Medizinstudium. Als Student fertigte er Zeichnungen für das Anatomielehrbuch von Quain an (er war ein ausgezeichneter Zeichner). 1872 wurde er Mitglied und 1876 Fellow des Royal College of Surgeons of England. Zuvor hatte er 1872 bei der Bachelorprüfung für Medizin (M.B.) und 1873 bei der Masterprüfung für Chirurgie (M.S.) an der Universität London jeweils Goldmedaillen erhalten. Er war House Surgeon und House Physician am University College Hospital in London bei John Eric Erichsen, für den er auch Zeichnungen für dessen Chirurgie-Lehrbuch anfertigte, bevor er 1872 nach Edinburgh ging, um bei seinem Onkel Lord Lister zu studieren. Dort lernte er antiseptische Verfahren kennen, worüber er 1878 im Lancet veröffentlichte. Wieder in London war er Registrar am University College Hospital, wurde er 1876 Assistenzchirurg (Assistant Surgeon) am Charing Cross Hospital und Lecturer in Anatomie an der Medical School, beides gab er 1878 auf. Ebenfalls ab 1876 war er Chirurg am North Eastern Hospital für Kinder. 1877 wurde er Assistenzchirurg am University College Hospital und Assistant Demonstrator in Anatomie am University College. Ab 1876 begann er dort mit der Arbeit an seinem Anatomie-Atlas, für den er die Zeichnungen selbst fertigte nach rund 100 von ihm ausgeführten anatomischen Sektionen.
1884 wurde er Chirurg am Brompton Hospital für Lungenkrankheiten in London, was er bis 1900 blieb. Einige Jahre war er Privatassistent von Lord Lister. 1885 wurde er Chirurg am University College Hospital, was er bis 1914 blieb. 1892 wurde er als Nachfolger seines Cousins Marcus Beck Professor für klinische Chirurgie am University College und 1900 als Nachfolger von Christopher Heath Holme Professor. 1920 zog er von London nach Whitchurch-on-Thames, wo er seit längerem eine Farm am Ufer der Themse besaß.
Außerdem war er königlicher Chirurg bei Königin Victoria, König Eduard VII. und Georg V. Letzterer verlieh ihm 1912 den erblichen Adelstitel eines Baronet, of Whitchurch in the County of Oxford, und schlug ihn 1914 zum Knight Commander des Royal Victorian Order (KCVO). Er war ab 1884 Examiner in Anatomie am Royal College of Surgeons, war 1907 deren Bradshaw Lecturer und 1913 Hunterian Orator und ab 1897 im Rat. Von 1911 bis 1913 war er Präsident des Royal College of Surgeons und von 1916 bis 1917 der Royal Society of Medicine. Im Ersten Weltkrieg stand er dem Unterstützungsfonds für belgische Mediziner vor.
1876 beobachtete er einen Abszess am Schienbein mit einer Camera lucida und fertigte Zeichnungen von kettenartig angeordneten mikroskopischen Objekten (Streptokokken), die er aber nicht benannte.
Am 25. November 1884 unternahm er die erste stereotaktische Hirnoperation zur Entfernung eines Gehirntumors am Epileptic Hospital in Regent’s Park. Den Ort des Tumors bei dem 25-jährigen Patienten hatte zuvor der Neurologe Alexander Hughes Bennett (1848–1901) lokalisiert. Die Operation war zwar technisch erfolgreich (der Ort des Tumors war korrekt diagnostiziert), der Patient starb aber an Komplikationen nach der Operation.
1891 heiratete er Mary Seebohm. Die Ehe blieb kinderlos, weshalb sein Baronettitel bei seinem Tod erlosch.
Er veröffentlichte eine Biographie seines Onkels Lord Lister, den er sehr bewunderte und dessen Assistent er lange Jahre war. Er war vielseitig gebildet und Bibliothekar ehrenhalber der Royal Society of Medicine und bei der Royal Medico-Chirurgical Society, der späteren Royal Society of Medicine. 1926 erschien postum sein Buch über seinen Wohnort Whitchurch.
Nach dem Nachruf der Times vom 21. April 1925 war er von reserviertem Charakter, sarkastisch und häufig von Leuten unterschätzt, die ihn nur oberflächlich kannten. Er interessierte sich für Botanik und Ornithologie, war sprachbegabt, dichtete, zimmerte und ruderte. Er war sehr gewissenhaft und nahm nichts für selbstverständlich, was er nicht selbst untersucht hatte.

## Schriften (Auswahl)
- mit A. H. Bennett: Excision of a tumor from the brain. In: The Lancet. 2, 1884, S. 1090 ff.
- mit A. H. Bennett: Case of cerebral tumor. The surgical treatment. In: British Medical Journal. Band 1, 1885, S. 988 ff.
- Lord Lister. Macmillan & Co., London 1917; 3. Auflage Oxford 1924 (deutsche Ausgabe 1925).
- als Hrsg.: The collected papers of Joseph, Baron Lister. 2 Bände. Oxford 1909.
- An Atlas of Human Anatomy. 4 Bände. London 1877–1878; 1880 (Gesamtausgabe).
- mit James Kingston Fowler: The diseases of the lungs. London / New York 1898.

Er gab die 6. und 7. Ausgabe von Heath’s Practical Anatomy heraus.